# サーク
『サーク』 (Xak) は、1989年5月に日本のマイクロキャビンよりPC-8801mkIISRシリーズ用として発売されたアクションRPG。正式なタイトル名は『サーク ジ・アート・オブ・ビジュアル・ステージ』（Xak The Art of Visual Stage、以降『サークI』と表記）。
ストーリーや音楽が評価された本作は、各種ホビーパソコンや家庭用ゲーム機などに移植され、後にシリーズ化された（#評価、#移植版、#シリーズ作品）。

## ゲーム内容
王国ウェービスを襲った暴君「バドゥー」を倒すため、主人公の「ラトク・カート」が冒険する物語。「VRシステム」（後述）によって高低差や奥行きを表現した立体的なマップが特徴で、登場するキャラクターはリアルなプロポーションで表現されている。なお、アクションRPGでありながら、途中にはキーボード操作では難しい縦シューティングゲームステージが入っている。

### VRシステム
Visual Representation（ビジュアル・リプレゼンテーション）システムの略。2Dハーフトップビューにおいて高低や奥行きの表現により立体的なマップ構成を可能にするマップ・キャラクタ合成表示システムの総称であり、本作はその初採用作に当たる。
本シリーズでのバージョンアップを経て『幻影都市』（1991年）などにも採用されることとなるこのシステムは、前述の要素のほか、主人公が建物の影に隠れても半透明で表示されることから見失わずにプレイを続行できる。

## ストーリー
はるか昔、まだ世界を神々が治めていた時代には、すべての生物は平和に暮らしていた。だが神々の力が弱まってくるにつれて姿を現したのが邪悪な種族である"妖魔"たち。彼らはこの世界に、恐怖と混乱をもたらしたのだ。そこで神々は、衰えつつある力を振り絞って妖魔と一大決戦を繰り広げた。封印戦争と呼ばれるこの戦いに勝利した神々は、世界を妖魔界「ゼキシス」、妖精界「オーシャニティ」、そして人間界「サーク」の3つに分割し、妖魔界には妖魔が他の世界へ侵入しないよう厳重な封印をかけられたのだった。
250年前、平和だった王国ウェービスに妖魔界から暴君バドゥーが降り立った。バドゥーとその配下のモンスターたちにより、村々は為す術もなく壊滅して人々に滅亡の危機が迫る。やがて彼らの祈りに応え、戦神デュエルが立ち上がる。デュエルは剣を持って単身でバドゥーたちに立ち向かい、激戦の末に打ち倒す。しかし、バドゥーだけは神といえども完全には滅することができない存在だったため、デュエルはバドゥーの魂と肉体を分離させ、魂は北の果てにある「永久氷壁」へ、肉体は聖なる力に守られた「王家の聖域」へ厳重に封印した。こうして、ウェービスは悪夢の時代から開放され、再び平和を得た。
人々に崇められる中、デュエルは一人の人間の女性と出会い、恋に落ちる。やがて、デュエルは神であることよりも一人の人間として生きたいと考え、神の位と永遠の命に別れを告げて女性と結婚した。人々は恒久的な平和の象徴として、二人を祝福する。デュエルが妻との間に何人かの子供を授かり、人間としての生を全うした後もなお平和な時代が続く中、人々の記憶からは次第に悪夢の時代が薄れていく。
そして、250年後のある日、バドゥーの封印が何者かによって解かれ、ウェービスは危機に瀕する。国王は打倒バドゥーを命じるべく、デュエルの末裔ドルク・カートのもとへ妖精ピクシーを使いに出すが、彼は半年前に居を構えていたフェアレスの町から行方不明になっていた。彼女はバドゥーを倒すことができるのは、戦神デュエルの末裔だけであり、ラトクに戦って欲しいと頼んだ。そこで、ドルクの一人息子ラトク・カートは、ドルクに代わってバドゥーの討伐に旅立ってゆく。

## 登場人物
※声はPCE版のみ。
ラトク・カート
声 - 草尾毅
シリーズ全作の主人公（『フレイ』を除く）。通称ラトク。戦神デュエルの血を引き、ドルク・カートを父に持つ16歳の少年剣士。色恋沙汰には鈍感。『サークI』では名前を変更可能。なお、過去作の『セイレーン』にも幼少の頃のラトクが登場している。
ピクシー
声 - 伊藤美紀
国王直属の妖精。本名はルゥ・ミーリ（『サークII』で明らかにされる）。人の手に乗るほど小さな少女の姿をしており、背中の羽根を広げて飛行する。『サークI』でメッセンジャーとしてラトクの前に現れて以来、彼と行動を共にする。『フレイ』の隠しゲーム『GOGOピクシー』では主役として登場する。
フレイア・ジェルバーン
声 - 岡本麻弥
森の番人ドミクの娘で水を汲みに行く途中でモンスターに襲われて負傷し、倒れている少女。通称フレイ。救助してくれたラトクに惚れる。MSX2版では、エンディングでラトクの争奪戦で敗れるも彼の役に立とうと魔法学校に入学して魔道師とり、その設定や顛末は『サークII』や『フレイ』で語られる。『ガゼルの塔』『サークIII』でラトクとパーティーを組むメンバーの一人。
リューン・グリード
声 - 林延年（現・神奈延年）
ラトクと同様、戦神デュエルの血を引く剣士。実力はあるが憎まれ口を叩く皮肉屋。『ガゼルの塔』『サークIII』でラトクとパーティーを組むメンバーの一人。
エリス
声 - 渡辺菜生子
フェアレスの町長の孫娘にしてラトクの幼馴染。MSX2版ではフレイとラトクを巡って争う恋敵となる。
看護師
フェアレスの町の看護師。風貌は本作開発当時の南野陽子に酷似しており、「熱っぽいの？」と尋ねられたラトクが「ナンノこれしき！」と答える会話が用意されている。MSX2版は音無響子に似たデザインに、X68000版は鮎川まどかに似たデザインにそれぞれ変更されている。
ゼム・バドゥー
『サークI』のラスボス。妖魔三将軍の一人。人の世が栄えるより前に強大な魔力を持って大地を蹂躙していた、妖魔の長の一人。戦神デュエルによって聖域に封印されていたが、250年後の物語開始直前に何者かが封印を解いたため、復活を遂げる。
ロブ・ネクロマンサ
声 - 速水奨
妖魔将軍ザム・ゴスペルに仕える妖魔四天王のリーダー。北天王。死霊使い。ドルクを操り、ゼム・バドゥーの復活を目論んだことからも、ラトクとは何度か戦うことになる。
ザム・ゴスペル
妖魔三将軍の一人。妖魔四天王を従え、妖魔将軍ゼム・バドゥーの復活を目論んだ張本人。『サークI』ではエンディング後に謎の人物として登場した（MSX2版のみ登場/機種により未登場あり）。
サリア・カート
声 - 坪井章子
ラトクの母。病気で目が不自由なことから、エリスに介助されている。
ウエービス国王
声 - 銀河万丈
アブ・ヴェール
声 - 渡辺菜生子
ナレーション
声 - 石田太郎

## 移植版
| No. | タイトル                           | 発売日         | 対応機種                        | 開発元               | 発売元                                   | メディア                         | 備考                  |
| --- | ---------------------------------- | -------------- | ------------------------------- | -------------------- | ---------------------------------------- | -------------------------------- | --------------------- |
| 1   | サーク                             | 1989年7月7日   | PC-9801                         | マイクロキャビン     | マイクロキャビン                         | 5インチ2HDFD3枚組                | 型式: 91155           |
| 2   | サーク                             | 1989年12月8日  | MSX2                            | マイクロキャビン     | マイクロキャビン                         | 3.5インチ2DDFD3枚組              | 型式: 91544           |
| 3   | サーク                             | 1990年4月27日  | X68000                          | マイクロキャビン     | マイクロキャビン                         | 5インチ2HDFD4枚組                | 型式: 91455           |
| 4   | サークI・II                        | 1992年12月25日 | PCエンジン SUPER CD-ROM²        | ライオット           | 日本テレネット                           | CD-ROM                           | 型式: TJCD2032        |
| 5   | サーク                             | 1993年2月26日  | スーパーファミコン              | 東海エンジニアリング | サンソフト                               | ロムカセット                     | 型式: SHVC-XK         |
| 6   | サーク                             | 2001年11月24日 | Windows                         | マイクロキャビン     | ボーステック                             | ダウンロード （プロジェクトEGG） | PC-8801版の移植       |
| 7   | サーク                             | 2002年7月2日   | Windows                         | マイクロキャビン     | ボーステック                             | ダウンロード （プロジェクトEGG） | MSX2版の移植          |
| 8   | サーク                             | 2004年6月1日   | ボーダフォンライブ! （Vアプリ） | マイクロキャビン     | バンダイネットワークス アールフォース・E | ダウンロード （RPG帝国）         |                       |
| 9   | サーク                             | 2005年5月17日  | Windows                         | マイクロキャビン     | D4エンタープライズ                       | ダウンロード （プロジェクトEGG） | X68000版の移植        |
| 10  | サーク                             | 2006年3月28日  | Windows                         | マイクロキャビン     | アイレボ                                 | ダウンロード (i-revo)            | MSX2版の移植          |
| 11  | サーク                             | 2008年2月19日  | Windows                         | マイクロキャビン     | D4エンタープライズ                       | ダウンロード （プロジェクトEGG） | PC-9801版の移植       |
| 12  | サーク                             | 2013年2月19日  | Windows                         | サンソフト           | D4エンタープライズ                       | ダウンロード （プロジェクトEGG） | SFC版の移植           |
| 13  | サーク                             | 2016年4月12日  | Windows                         | マイクロキャビン     | D4エンタープライズ                       | ダウンロード （プロジェクトEGG） | PC-8801版の移植       |
| 14  | EGGコンソール サーク PC-8801mkIISR | 2024年3月28日  | Nintendo Switch                 | マイクロキャビン     | D4エンタープライズ                       | ダウンロード                     | PC-8801mkIISR版の移植 |

PC-9801版
隠しゲーム『KAX -グリーンアスパラの観る夢-』が収録されている。回転するグリーンアスパラ（緑色の矢印）を壁にぶつからないよう、スペースキーを押して出口（☆印）まで運ぶという内容になっている。BGMには歌詞が存在し、「グリーンアスパラ、グリーンアスパラ、ゆでるとおいしい、マヨで食べる、ベーコンで巻く、おいしーい」というものであった。
98版は88版と並行で開発されたが、途中で98版が先行してしまい88版を98版と同じ仕様にするのに苦しんだという逸話が残っている。
MSX2版
画面構成をはじめとして全面的な変更が施され、ステータス表示部の追加（マシンスペックの問題からプレイフィールドの描画領域を小さくして空きスペースが出来たため）、キャラクターのグラフィックの変更、特にピクシー（セルアニメ風に変更）、バズゥー（攻撃デザインを変更）、サラマンダー（拡大的なデザインに変更、中ボスの追加）、合体エレメンタル（身体のデザインを変更）などのほか、独自のBGMやエンディングでヒロインたちのラトク争奪戦も追加された。隠しゲーム『GOGOピクシーゲーム』の未完成版が収録されている。
MSX-MUSICを極限まで使いこなしたBGMは当時のMSX専門誌で高く評価されたが、その分処理が重くなる原因にもなっている。
X68000版
同時表示色性能を活かしてオープニングとエンディングが描き直されているが、ゲーム中画面はPC-98と同等のままとなっている。BGMは性能を活かした迫力あるサウンドにアレンジされている。パワーユーザーの多いX68000向けとして、ボス戦の難易度は大幅に上げられている。
PCエンジンSUPER CD-ROM²版
日本テレネットによる移植、販売。『サークII』とのセットにより、パソコン版で同作より導入されたジャンプ操作が『サークI』においても導入された。X68000版とは逆にボスなど難易度が大幅に下がったほか、CO-ROMの特徴であるCD再生を利用したアレンジBGMと声優によるアニメーションが追加されたが、BGMの数はかなり削減されており、ボスごとに固有だったBGMはバドゥーのもの以外はすべてエレメンタル戦のものに置き換えられている。
キャラクターデザインは漫画家の麻宮騎亜により、同時表示色性能を活かしたものに描き直されている。
携帯アプリ
バンダイネットワークスのゲームサイト「RPG帝国」より第1弾コンテンツとして配信された。
フィーチャーフォン向けのアレンジが施されているほか、会話時の顔グラフィックは『サークIII』のものに差し替えられている。

## スタッフ
- ゲーム・デザイン：柳島秀行
- マップ・デザイン：柳島秀行
- キャラクター・デザイン：柳島秀行、麻宮騎亜(PCE)
- グラフィック：柳島秀行、加藤雅史
- ゲーム・プログラム：山田浩司、三曽田明、中津泰彦、山川富士男、永井勝也
- ミュージック・コンポーズ：新田忠弘、笹井りゅうじ
- パッケージ画：幡池裕行
- ディレクション：大津正徳
- アート・ディレクション：谷口恵津子
- マニュアル・イラスト：柳島秀行、加藤雅史
- デモ・グラフィック：柳島秀行、末永仁志
- スペシャル・サンクス：伊藤和彦
- 企画・制作：（株）マイクロキャビン

## 評価
パソコン版
本作のストーリーと音楽は賞賛された。本作はマイクロキャビンの画期的なタイトルと呼ばれた。オリジナルバージョンのサウンドをジェイソン・ナポリターノは「独特のサウンドは1980年代後半のファンのための素晴らしいいくつかのものがある」と述べ、本作のオーディオは多くのゲームより高品質であるとみなされた。また、深さと三次元の印象を与えた視覚的表現についても指摘された。
PCエンジン版
ゲーム専門誌『ファミコン通信』の「クロスレビュー」では7・5・6・5の合計23点（満40点）、『月刊PCエンジン』では80・90・85・80・85の平均84点（満100点）、『電撃PCエンジン』では70・80・90・80の平均80点（満100点）、『マル勝PCエンジン』では9・6・8・7の合計30点（満40点）、『PC Engine FAN』の読者投票による「ゲーム通信簿」での評価は以下の通り23.23点（満30点）となっている。また、この得点はPCエンジン全ソフトの中で75位（485本中、1993年時点）となっている。
| 項目 | キャラクタ | 音楽 | 操作性 | 熱中度 | お買得度 | オリジナリティ | 総合  |
| 得点 | 4.37       | 4.13 | 3.72   | 3.78   | 3.72     | 3.51           | 23.23 |
- ゲームムック『懐かしゲーム機大百科 PCエンジン完全ガイド 1987-1999』では、アニメーションが導入されて豪華な仕様になっていることに触れたうえで、雑魚敵だけでなくボス敵まで弱くなっていることから「思うような高評価は得られていない」と指摘しているうえ、物語中盤にシューティングゲームが導入されている点などに関して「斬新な試み」であると一定の評価を与えつつも「ろくに動かすこともできない」と指摘しており、「雰囲気を楽しむのだと割り切ろう」と否定的に評価した。

スーパーファミコン版
ゲーム専門誌『ファミコン通信』の「クロスレビュー」では7・4・6・5の合計22点（満40点）、『ファミリーコンピュータMagazine』の読者投票による「ゲーム通信簿」での評価は以下の通り21.18点（満30点）となっている。この得点は、スーパーファミコン全ソフトの中で121位（323本中、1993年時点）となっている。
| 項目 | キャラクタ | 音楽 | 操作性 | 熱中度 | お買得度 | オリジナリティ | 総合  |
| 得点 | 3.60       | 3.84 | 3.51   | 3.58   | 3.09     | 3.56           | 21.18 |
ゲーム専門誌『Theスーパーファミコン』の「ザ・テストプレイ」では総合評価62点（100点満点）。レビュアーは、移植によってアクション性を重視したのを評価してグラフィックが美しく、物陰の後ろにキャラがいると透けて見えるSFCならではの改良がなされているのが良く、雰囲気や個性的な中ボスなど全体的な完成度は高いとしたうえで、始めから難易度が高く体力が自動回復システムはあるが、それでもレベルを1つ上げるのに30分かかる、最初に登場する雑魚スライムですらかなり強過ぎる、気を抜くとすぐやられてしまうアンバランスさであり、よくあるアクションRPGとあまり変わらずひと工夫欲しかった旨を述べている。

## シリーズ作品
- サークII - 『サークI』の続編。
- サークIII - 『サークII』から2年後を描いた、シリーズ完結編。
- フレイ - フレイが主人公のARPG。時系列的には『サークII』に並行。
- Xak -ガゼルの塔- - 外伝。時系列的には『サークII』と『サークIII』の間。